# Day'Ron Sharpe
Day'Ron Yusha Sharpe (Greenville, 6 novembre 2001) è un cestista statunitense, professionista nella NBA con i Brooklyn Nets.

## Carriera
Dopo aver trascorso una stagione con i North Carolina Tar Heels, nel 2021 si dichiara eleggibile per il Draft NBA, venendo chiamato con la ventinovesima scelta assoluta dai Brooklyn Nets.

## Statistiche

### NCAA
| Anno      | Squadra             | PG | PT | MP   | TC%  | 3P% | TL%  | RP  | AP  | PRP | SP  | PP  |
| --------- | ------------------- | -- | -- | ---- | ---- | --- | ---- | --- | --- | --- | --- | --- |
| 2020-2021 | N. Carol. Tar Heels | 29 | 4  | 19,2 | 51,9 | 0,0 | 50,5 | 7,6 | 1,4 | 0,8 | 0,9 | 9,5 |
| Carriera  | Carriera            | 29 | 4  | 19,2 | 51,9 | 0,0 | 50,5 | 7,6 | 1,4 | 0,8 | 0,9 | 9,5 |

#### Massimi in carriera
- Massimo di punti: 25 vs Notre Dame (2 gennaio 2021)[5]
- Massimo di rimbalzi: 16 vs Miami (12 febbraio 2011)
- Massimo di assist: 6 vs Notre Dame (10 marzo 2021)
- Massimo di palle rubate: 2 (6 volte)
- Massimo di stoppate: 4 vs Stanford (1º dicembre 2020)
- Massimo di minuti giocati: 29 vs Notre Dame (2 gennaio 2021)

### NBA

#### Regular Season
| Anno      | Squadra       | PG  | PT | MP   | TC%  | 3P%  | TL%  | RP  | AP  | PRP | SP  | PP  |
| --------- | ------------- | --- | -- | ---- | ---- | ---- | ---- | --- | --- | --- | --- | --- |
| 2021-2022 | Brooklyn Nets | 32  | 8  | 12,2 | 57,7 | 28,6 | 58,5 | 5,0 | 0,5 | 0,3 | 0,5 | 6,2 |
| 2022-2023 | Brooklyn Nets | 48  | 3  | 11,5 | 54,4 | 54,5 | 63,6 | 4,2 | 0,8 | 0,3 | 0,7 | 4,7 |
| 2023-2024 | Brooklyn Nets | 61  | 1  | 15,1 | 57,1 | 26,7 | 61,0 | 6,4 | 1,4 | 0,4 | 0,7 | 6,8 |
| 2024-2025 | Brooklyn Nets | 50  | 2  | 18,1 | 52,1 | 24,4 | 75,7 | 6,6 | 1,8 | 0,8 | 0,8 | 7,9 |
| Carriera  | Carriera      | 191 | 14 | 14,5 | 55,0 | 29,5 | 64,8 | 5,6 | 1,2 | 0,5 | 0,7 | 6,5 |

#### Play-off
| Anno     | Squadra       | PG | PT | MP   | TC%  | 3P% | TL% | RP  | AP  | PRP | SP  | PP  |
| -------- | ------------- | -- | -- | ---- | ---- | --- | --- | --- | --- | --- | --- | --- |
| 2022     | Brooklyn Nets | 1  | 0  | 0,0  | -    | -   | -   | 0,0 | 0,0 | 0,0 | 0,0 | 0,0 |
| 2023     | Brooklyn Nets | 2  | 0  | 10,0 | 66,7 | -   | 100 | 3,0 | 2,5 | 0,0 | 0,5 | 3,0 |
| Carriera | Carriera      | 3  | 0  | 6,7  | 66,7 | -   | 100 | 2,0 | 1,7 | 0,0 | 0,3 | 2,0 |

#### Massimi in carriera
- Massimo di punti: 20 (3 volte)[6]
- Massimo di rimbalzi: 17 vs New Orleans Pelicans (19 marzo 2024)
- Massimo di assist: 4 (3 volte)
- Massimo di palle rubate: 2 (8 volte)
- Massimo di stoppate: 4 vs Detroit Pistons (26 dicembre 2023)
- Massimo di minuti giocati: 32 vs Indiana Pacers (10 dicembre 2022)

### G League
| Anno      | Squadra          | PG | PT | MP   | TC%  | 3P%  | TL%  | RP   | AP  | PRP | SP  | PP   |
| --------- | ---------------- | -- | -- | ---- | ---- | ---- | ---- | ---- | --- | --- | --- | ---- |
| 2021-2022 | Long Island Nets | 15 | 15 | 31,0 | 48,7 | 33,3 | 54,5 | 12,2 | 3,2 | 1,4 | 1,9 | 18,7 |
| 2022-2023 | Long Island Nets | 14 | 12 | 28,8 | 59,8 | 21,1 | 57,1 | 12,4 | 2,7 | 0,8 | 1,6 | 16,3 |
| Carriera  | Carriera         | 29 | 27 | 29,9 | 53,3 | 29,3 | 55,6 | 12,3 | 3,0 | 1,1 | 1,7 | 17,5 |

## Palmarès
- McDonald's All-American (2020)